# Utazás Faremidóba
Az Utazás Faremidóba (Gulliver ötödik útja) Karinthy Frigyes szatirikus és utópikus regénye, mely 1916-ban jelent meg. A mű – hasonlóan az 1921-ben megjelent, Capillária című regényhez – Jonathan Swift Gulliverjének a továbbgondolása és 20. századi kontextusba helyezése.

## Cselekmény
A Gulliver ötödik utazásáról beszámoló mű az első világháború kirobbanásával, majd az angol és német tengeri erők vetélkedésének leírásával kezdődik. A főhős seborvosként szolgál a háborúban, majd egy kormányozhatatlan hidroplán egyre magasabbra viszi, így a zenei hangokkal kapcsolatot teremtő géplények világába jut.
Gulliver számára nyilvánvalóvá válik, hogy az önmagukat megjavítani és gyártani képes gépek, a szolaszik megvetik és betegségnek tekintik a szerves életet; véleményüket több tízezer ezer évnyi kutatómunkára, a történelem előtti emberiség megfigyelésére alapozzák. Gazdája, Midore jóvoltából Gulliver azt is megtudja, hogy eredetileg az őt szállító repülőgépet vélték értelmes lénynek. A főhős – a szolaszik által képviselt tökéletesség után sóvárogva – kénytelen visszatérni Angliába.

## A regényben használt nyelv
A Faremido szó nem csupán az elbeszélő által meglátogatott világot takarja, hanem a világ lakóinak kizárólag zenei hangokra épülő nyelvét is. A Gulliver által megismert géplények nyelve szótagokból áll, míg a szótagok zenei hangok, mint a dó, ré, mi, fá. Említést érdemel, hogy a 19. században valóban létrejött a Karinthy által leírthoz hasonló mesterséges nyelv, a solresol. A főhős leírása alapján betekintést nyerhetünk a nyelv használóinak gondolatvilágába, akik az esztétikai és az intellektuális gondolataikat ugyanazokkal a fogalmakkal írják le.

## Értelmezése
Már említettem, hogy a szolaszik olyan nagyítószerkezetekkel rendelkeznek, amelyeknek segítségével néhány tízezer esztendeje a legaprólékosabb részletekig oly módon vizsgálják bolygómnak, a Földnek életét, mint ahogy mi mikroszkópjainkkal a vízcseppet vizsgáljuk. Midore szavaiból most aztán ámulva tudtam meg, hogy a földbolygót ők egyszerűen egy primitív és elcsökevényesedett, visszafejlődött, beteg szolaszinak tekintik, magukhoz hasonló, szervetlenül élő lénynek, akiből ugyanolyan szolaszik lettek volna, mint ők, de akit mintegy hatvanezer évvel ezelőtt doszifera nevű betegség támadott meg, a doszire nevű élősdiek, akiket én embernek és állatnak nevezek, s aminőek elvétve, szórványosan náluk is akadnak.
Karinthy Frigyes a swifti hagyományt követte az utazóregénybe öltöztetett szatíra megírásakor. Az első világháborút – hasonlóan a 19. századi gyarmati konfliktusokhoz – a szemben álló felek civilizációs küldetésként fogták fel. Karinthy társadalomkritikája rámutat a fenti nézőpont hamisságára, éppen a szolaszik távcsöve mutatja meg – egymásra lövöldöző angol és német hajók képében – az emberiség önpusztításra való hajlamát. A leggyakoribb értelmezés szerint a regény a szolaszik harmóniáját, rendezett világát középpontba állító utópia, de felmerül egy másik olvasata is. Az író szerint a mechanizmus törvényszerűen felváltja és háttérbe szorítja az emberit, így a mű a tudomány haladásába vetett hitben és a gépekben való kételkedés megjelenése is.

## Érdekességek
- Karinthy Frigyes a szolaszik kommunikációja és létszemlélete kapcsán a szférák zenéjére,[2] egy közismert asztronómiai, filozófiai és zeneelméleti koncepcióra utal.
- Jóllehet Karinthy sohasem használja a kifejezést, a regényben szereplő szervetlen, mechanikus, gondolkodni képes létforma a robotoknak feleltethető meg, s mint ilyen első a magyar nyelvű irodalomban.
- Hosszas vizsgálódás során a szolaszik nagyítószerkezetei számára az emberek nem tűnnek többnek mikrobáknál. Feltételezhető, hogy az emberek idegenek általi megítélése utalás lehet H. G. Wells Világok harca című regényére. Wells műfaji és tematikai követése Karinthy több művében is felfedezhető.[3]